# Cirrhilabrus scottorum
Cirrhilabrus scottorum е вид лъчеперка от семейство Labridae.

## Разпространение
Видът е разпространен в Австралия, Американска Самоа, Вануату, Ниуе, Острови Кук, Питкерн, Самоа, Соломонови острови, Тонга, Уолис и Футуна, Фиджи и Френска Полинезия.